# 황밍웨이
황밍웨이(중국어: 黃名緯, 영어: Ng Ming Wei, 1994년 11월 20일 ~ )는 싱가포르 태권도 선수이다. 2017년 코먼웰스(Commonwealth) 태권도 선수권 대회 남자 58kg급에서 금메달을 획득하고 코먼웰스(Commonwealth) 태권도 선수권 대회에서 금메달을 딴 최초의 싱가포르 선수가 되었다. 2015년 동남아시아 경기 대회 태권도 남자 54kg급에서도 동메달을 획득했다. 2019년 1월 기준으로, 그는 인스타그램에서 총 47,500명의 추종자를 모아서 싱가포르에서 가장 많은 관심을 받고있는 선수 중 한 명가 되었다.

## 태권도 경력
2015년 동남아시아 경기 대회 남자 54kg급에서, 황은 싱가포르 대표로서  동메달을 획득했다.
2016년 4월에 개최되는 하계 올림픽에 참가하기 위해, 황은 2016년에 아시아 태권도 올림픽 예선에서 싱가포르를 대표했다. 하지만, 아쉽게 7-4로 일본의 세르지오 스즈키 (Sergio Suzuki) 에게 패해서 자격을 얻지 못했다.
2017년 커먼웰스 (Commonwealth) 태권도 대회 남자 58kg급에서, 황은 13개국 이상의 경쟁자를 이기고 금메달을 획득했다. 그리고 같은 해에 캐나다 오픈 국제 태권도 선수권 대회에서도 은메달을 획득했다.

## 소셜 미디어 (SNS)
2020년 올림픽에 참가하기 위해, 황은 스폰서를 유인하도록 인스타그램을 사용해서 미디어 적용 범위 확보하고 있다. 그의 인스타그램 계정에는 탁구, 볼링, 농구와 같은 다른 스포츠에 대한 태권도 기술을 보여주는 영상가 있고 현재 총 47,500명의 추종자를 모았다. 그리고 싱가포르에서 가장 많은 추종자가 있는 선수 중 한 명로서, 황은 싱가포르 신문 The Straits Times에 나타났다.